# 佩莱奥斯
佩莱奥斯，是西班牙卡斯蒂利亚-莱昂萨拉曼卡省的一个市镇。 总面积44平方公里，总人口97人（2001年），人口密度2人/平方公里。